# Réserve écologique Jules-Carpentier
La réserve écologique Jules-Carpentier est située à 3,5 km au nord-est de Pont-Rouge.  Ce territoire protège une forêt de conifères représentative de la plaine du moyen Saint-Laurent.  Le nom de la réserve commémore Jules Carpentier (1921-1983), qui fut maire de Sainte-Jeanne-de-Pont-Rouge de (1967-1983).  Ses héritiers donnèrent au ministère les terres constituant la réserve.